# Vacomagi

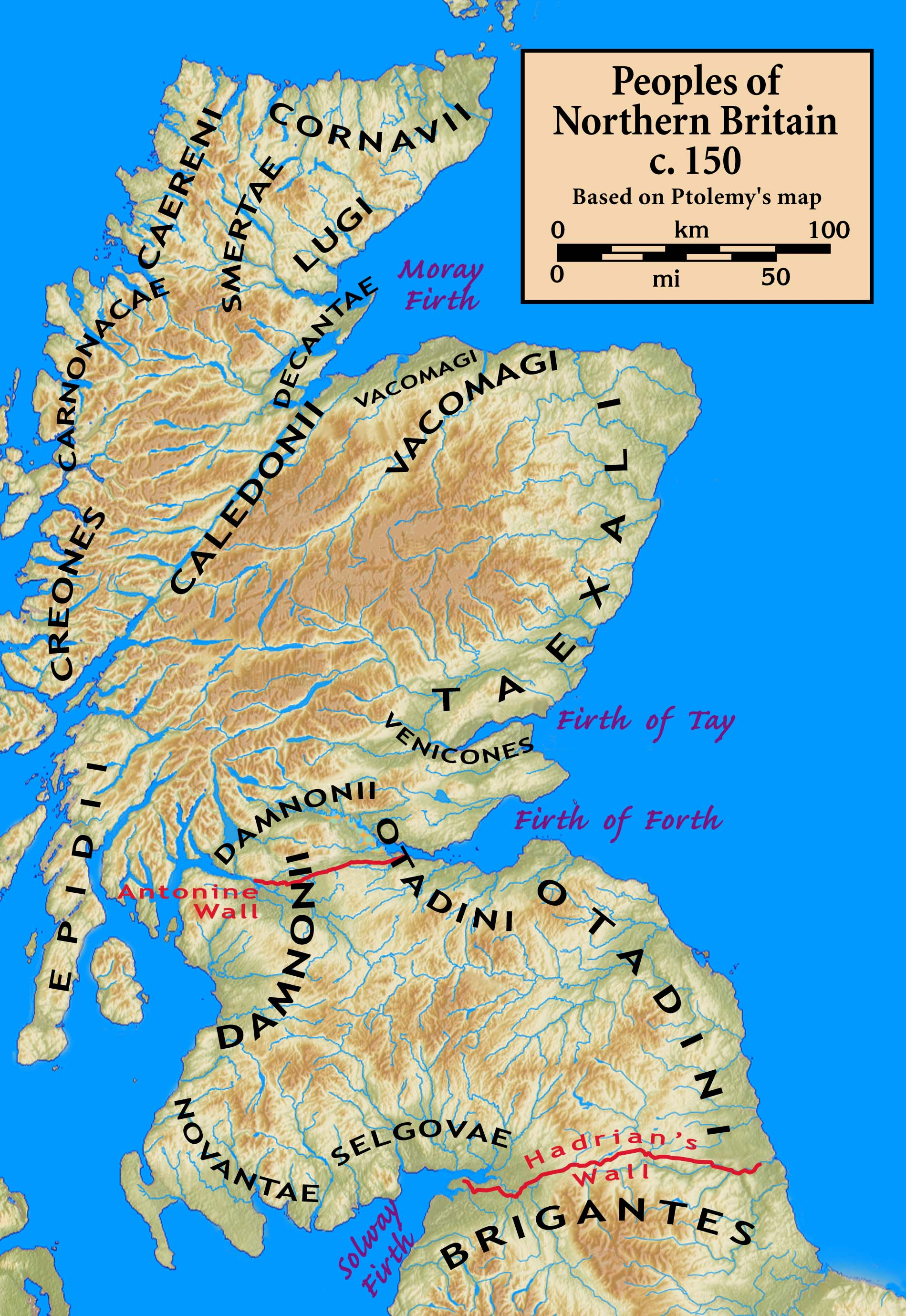
Mapa de ubicación del pueblo Vacomagi.

Los Vacomagi eran un grupo tribal de la antigua Britania, conocidos por una única mención del geógrafo Claudio Ptolomeo. De su descripción en relación con tribus y emplazamientos vecinos, su territorio estaba localizado en la región de Strathspey incluida la parte de la costa norte de Escocia, Ptolomeo detalla que sus principales ciudades se llamaban Bannatia, Tamia, Pinnata y Tuesis.